# Eunice Kirwa
Eunice Jepkirui Kirwa (née le 20 mai 1984 au Kenya) est une athlète kényane naturalisée bahreïnie en 2013, spécialiste des courses de fond.

## Biographie
Son record personnel, en tant que Kényane, est de 2 h 21 min 41 s, obtenu en 2012. Elle est devenue Bahreïnie en 2013, et son record national est de 2 h 25 min 37 s, temps obtenu pour remporter le titre du marathon des Jeux asiatiques à Incheon. Elle participe pour le Kenya aux Championnats du monde jeunesse sur 1 500 m.

### Principaux succès
Elle remporte la médaille de bronze des championnats du monde à Pékin, devancée de quatre secondes par l'Éthiopienne Mare Dibaba et de trois secondes par la Kényane Helah Kiprop. Elle termine seconde, médaille d'argent, au marathon féminin des Jeux olympiques d'été de 2016, à Rio de Janeiro, en 2 h 24 min 13 s.
Le 30 avril 2017, à Istanbul, elle établit un nouveau record d'Asie du semi-marathon en 1 h 6 min 46 s.

### Suspension par l'UIA
Le 21 mai 2019, Eunice Kirwa est suspendue à titre provisoire par l'Unité d'intégrité de l'athlétisme (UIA) pour violation des règles antidopage, des traces d'EPO ayant été retrouvées dans ses échantillons.
Le 14 juin 2019, l'Unité d'intégrité de l'athlétisme (UIA) confirme la suspension d'Eunice Kirwa pour une durée de 4 ans à compter du 7 mai 2019.
Le mari d’Eunice Kirwa, Joshua Kemei, entraîne également  Abraham Kiptum, le recordman du monde du semi-marathon qui a été interdit de prendre part au marathon de Londres 2019 pour irrégularités de son passeport biologique.

## Palmarès
| Date | Compétition            | Lieu           | Résultat | Épreuve       | Performance     |
| ---- | ---------------------- | -------------- | -------- | ------------- | --------------- |
| 2014 | Jeux asiatiques        | Incheon        | 1re      | Marathon      | 2 h 25 min 37 s |
| 2015 | Championnats panarabes | Madinat 'Isa   | 1re      | semi-marathon | 1 h 11 min 02 s |
| 2015 | Championnats du monde  | Pékin          | 3e       | Marathon      | 2 h 27 min 39 s |
| 2016 | Jeux olympiques        | Rio de Janeiro | 2e       | Marathon      | 2 h 24 min 13 s |
| 2017 | Championnats du monde  | Londres        | 6e       | Marathon      | 2 h 28 min 17 s |

## Records
| Épreuve       | Performance     | Lieu      | Date            |
| ------------- | --------------- | --------- | --------------- |
| Semi-marathon | 1 h 6 min 46 s  | Istanbul  | 30 avril 2017   |
| Marathon      | 2 h 21 min 41 s | Amsterdam | 21 octobre 2012 |